# الكنطور
الكنطور (بالإنجليزية: EL GANTOUR)‏ هي جماعة قروية تابعة لإقليم آسفي ضمن جهة دكالة عبدة بالمغرب.  بلغ مجموع عدد سكان الكنطور  حسب إحصاءات 2004  حوالي 18893 نسمة من بينهم 3 أجانب يعيشون في 3351 أسرة.

## إحصاء عام
| السنة | عدد السكان | عدد الأسر | عدد الأجانب |
| ----- | ---------- | --------- | ----------- |
| 1994  | 20307      | 3336      | °°°°        |
| 2004  | 18893      | 3351      | 3           |